# ريكو رودريغيز (موسيقي)
ريكو رودريغيز (بالإنجليزية: Rico Rodriguez)‏ هو موسيقي جامايكي وكوبي، ولد في 17 أكتوبر 1934 في هافانا في كوبا، وتوفي في 4 سبتمبر 2015 في لندن في المملكة المتحدة.

## وصلات خارجية
- ريكو رودريغيز على موقع IMDb (الإنجليزية)
- ريكو رودريغيز على موقع ميوزك برينز (الإنجليزية)
- ريكو رودريغيز على موقع أول ميوزيك (الإنجليزية)
- ريكو رودريغيز على موقع ديسكوغز (الإنجليزية)
- ريكو رودريغيز على موقع كينوبويسك (الروسية)